# Brzemię białego człowieka
Brzemię białego człowieka (ang. The White Man's Burden) – wiersz Rudyarda Kiplinga opublikowany po raz pierwszy w 1899 roku; napisany w kontekście amerykańskiego podboju Filipin i innych kolonii hiszpańskich. Utwór mówi o misji krajów kultury chrześcijańskiej polegającej na walce z głodem i chorobami, upowszechnianiu oświaty, wprowadzaniu swej administracji, zdobyczy techniki i chrześcijańskich obyczajów. Tytuł z czasem stał się sloganem, używanym do uzasadnienia kolonializmu jako misji humanitarnej. Niektórzy krytycy sugerują jednak, że utwór jest satyrą antykolonialistyczną.